# Sesto Aurelio Vittore
Sesto Aurelio Vittore (in latino Sextus Aurelius Victor; fl. 360-389) è stato un politico e storico romano.

## Biografia
Africano, nacque da una famiglia di umili origini e salì la scala sociale grazie ai suoi assidui studi. Ammiano Marcellino lo definisce «uomo degno d'essere imitato per la sobrietà di vita».
Conobbe a Sirmio l'imperatore Giuliano, il quale proprio nel 360 contese il regno al cugino Costanzo II; nel 361, morto Costanzo, Giuliano fece venire Vittore da Sirmio a Naisso, dove gli conferì l'incarico consolare della Pannonia secunda, oltre a onorarlo con una statua di bronzo.
Nel 389 fu praefectus urbi di Roma.

## Opere
Ad Aurelio Vittore fu attribuita una cosiddetta Historia tripertita o Corpus Aurelianum, un insieme di opere storiografiche di cui però una sola è davvero di Vittore: si tratta del Liber de Caesaribus, una raccolta di 42 biografie di altrettanti imperatori romani, da Augusto a Costanzo II.
In seguito un ignoto compilatore aggregò all'opera tre scritti anonimi, ossia la Origo gentis Romanae (sulla mitologia romana), il De viris illustribus urbis Romae (brevi biografie su personaggi illustri di età monarchica e repubblicana) e la Epitome de Caesaribus (un'epitome del Liber de Caesaribus stesso, ma ampliata con gli imperatori successivi a Costanzo II, fino alla morte di Teodosio).
Si venne così a creare una trattazione della storia romana senza soluzioni di continuità, dalle mitiche origini al tardo antico, secondo questo prospetto:
1. Origo gentis Romanae
2. De viris illustribus urbis Romae
3. Liber de Caesaribus
4. Epitome de Caesaribus

### IlLiber de Caesaribus
Noto anche con il titolo di Historiae abbreviatae, fu composto nel 361 circa. L'opera è da identificarsi con la Historia ("Storia romana"), di cui attorno al 377 Girolamo chiese una copia a Paolo di Concordia per le notizie che conteneva sulle persecuzioni.
L'interpretazione dei fatti è filtrata dalle posizioni conservatrici e anticristiane dell'aristocrazia romana, con una sentita adesione alle posizioni filo-senatoriali. Vittore si sente vicino al Senato romano, l'organismo politico che fu simbolo della grandezza di Roma, se non per origini, certo per comunanza di pensieri.
La tecnica stilistica mira a raggiungere la fusione di quella annalistica di Tito Livio con quella più biografica di Svetonio.

### Edizioni
Le quattro opere vengono di solito pubblicate insieme con il nome di Historia Romana.
La prima edizione completa fu quella di André Schott (2 volumi, Anversa, 1579).
Una recente edizione del De Caesaribus è di Pierre Dufraigne (Collection Budé, 1975).